# Possibile
Possibile (en français : « Possible ») est un parti politique italien, de gauche, fondé le 21 juin 2015 par Pippo Civati.

## Histoire
Giuseppe Civati, après avoir participé en 2013 à la primaire du Parti démocrate (PD) remportée par Matteo Renzi, critique la ligne du parti, la définissant comme fortement libérale. En mai 2015, après des mois de tensions avec Renzi, alors président du Conseil, Giuseppe Civati choisit de quitter le PD et fonde son nouveau parti le 21 juin suivant,. 
Lors de sa création, le parti comprend dix députés à la Chambre, qui font partie du groupe mixte, au sein d'une composante Alternativa libera-Possibile, mais en mars 2017, quatre députés rejoignent le groupe parlementaire de la Gauche italienne, un le Mouvement démocrate et progressiste tandis que les cinq autres, initialement élus avec le Mouvement 5 étoiles restent au sein du groupe mixte.